# NGC 4857
NGC 4857 est une vaste galaxie spirale intermédiaire relativement éloignée et située dans la constellation du Dragon. Sa vitesse par rapport au fond diffus cosmologique est de 8 665 ± 46 km/s, ce qui correspond à une distance de Hubble de 127,8 ± 9,0 Mpc (∼417 millions d'al). NGC 4857 a été découverte par l'astronome germano-britannique William Herschel en 1793.
La classe de luminosité de NGC 4857 est II.